# Grand View-on-Hudson
Grand View-on-Hudson es una villa ubicada en el condado de Rockland en el estado estadounidense de Nueva York. En el año 2010 tenía una población de 285 habitantes y una densidad poblacional de 654.73 habitantes por km². Grand View-on-Hudson se encuentra ubicada dentro del pueblo de Orangetown.

## Geografía
Grand View-on-Hudson se encuentra ubicada en las coordenadas 41°4′6″N 73°55′17″O / 41.06833, -73.92139. Según la Oficina del Censo, la ciudad tiene un área total de 0.45 km², de la cual 0.45 km² es tierra y 0 km² (0 mi²) (0%) es agua.

## Demografía
Según la Oficina del Censo en 2000 los ingresos medios por hogar en la localidad eran de $130,747, y los ingresos medios por familia eran $157,500. Los hombres tenían unos ingresos medios de $97,269 frente a los $77,403 para las mujeres. La renta per cápita para la localidad era de $84,707. Alrededor del 1.4% de la población estaban por debajo del umbral de pobreza.